# خوان کاویلیا
خوان کاویلیا (انگلیسی: Juan Caviglia؛ زادهٔ ۱۶ ژوئن ۱۹۹۷) بازیکن فوتبال اهل آرژانتین است.